# ایوان بروستر

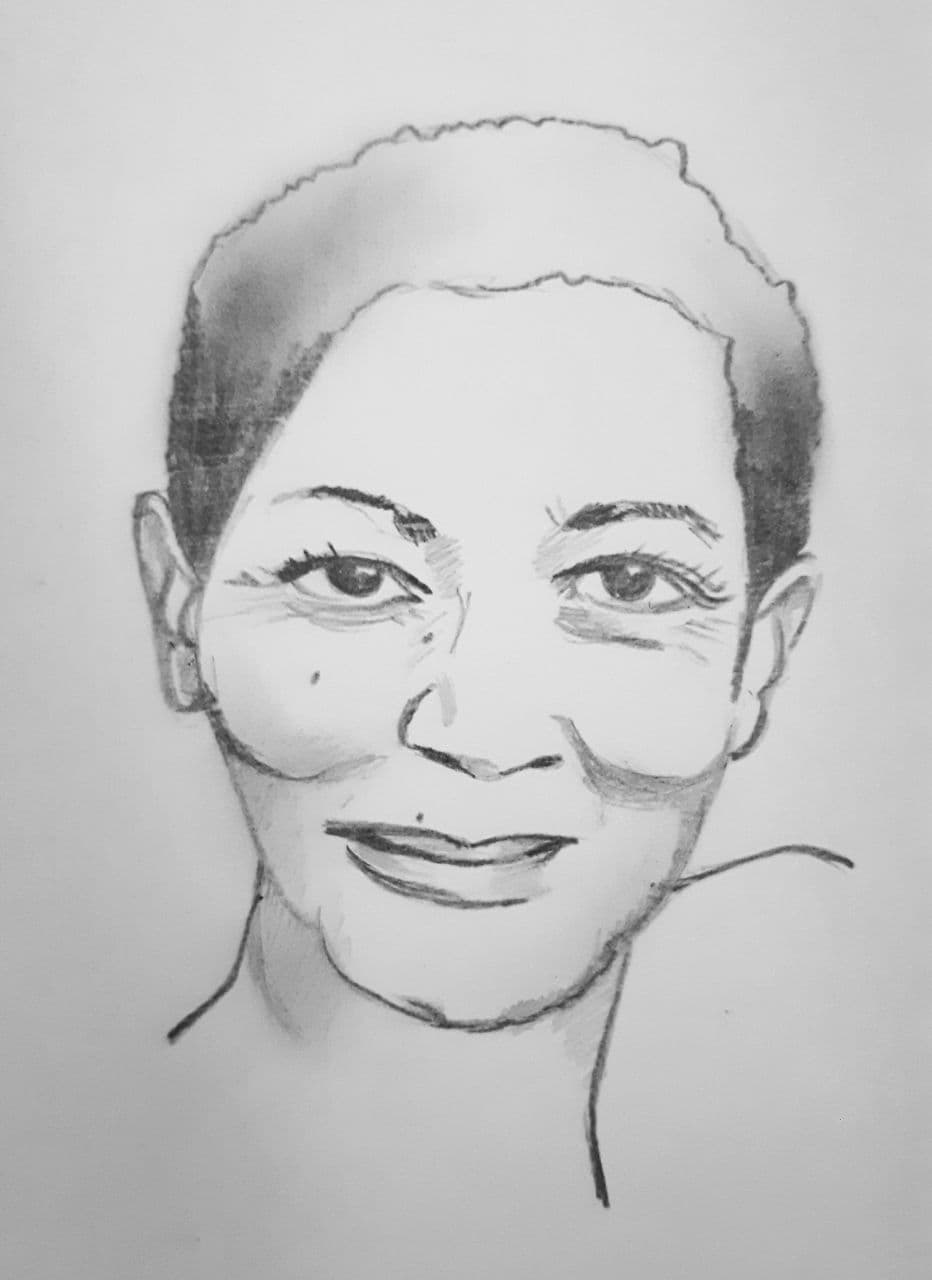
ایوان بروستر

ایوان بروستر (انگلیسی: Yvonne Brewster؛ زادهٔ ۷ اکتبر ۱۹۳۸) بازیگر، کارگردان، آموزگار، و نویسنده اهل بریتانیا است.
وی همچنین برندهٔ جوایزی همچون ۱۰۰ زن بی‌بی‌سی شده‌است.